# Henri Rajala
Henri Rajala (ur. 26 września 1988 w Turku) – fiński siatkarz, reprezentant kraju, występujący obecnie w drużynie Raision Loimu. Wraz ze swoją reprezentacją występował w Lidze Światowej 2008.

## Kariera
- 2007-  Raision Loimu